# Weedingia exigua
Weedingia exigua är en blötdjursart som först beskrevs av Sowerby 1832.  Weedingia exigua ingår i släktet Weedingia och familjen Hanleyidae. Inga underarter finns listade i Catalogue of Life.